# Перелік залишків наднових
Залишок наднової (англ. SuperNova Remnant, SNR) — газопилова структура, яка утворилася як результат вибуху наднової зорі. Під час вибуху оболонка наднової розлітається в усі сторони, утворюючи ударну хвилю, яка розширюється зі швидкістю близько 3000 км/с та формує залишок наднової. Залишок складається з викинутої вибухом зоряної речовини й поглиненої ударною хвилею міжзоряної речовини. Залишки існують близько 100 000 років, а їх розмір сягає до 50 парсек.
Нижче наведено перелік спостережуваних залишків наднових.
| Зображення | Назва                                                | Вперше видимий з Землі    | Пікова величина | Відстань (св.р.)       | Тип       |
| ---------- | ---------------------------------------------------- | ------------------------- | --------------- | ---------------------- | --------- |
|            | Стрілець A Схід                                      | 100 000−35 000 років тому | ?               | 26 000                 | ?         |
|            | Сімеїз 147 або туманність Спагетті                   | ~40 000 років тому        | 6,5             | 3 000                  | ?         |
|            | W50 або туманність Ламантина                         | ~20 000 років тому        | ?               | 18 000                 | ?         |
|            | Залишок наднової Вітрил                              | 10 300−9 000р. до н.е.    | 12              | 815±98                 | ?         |
|            | G033.6+00.1 або Kesteven 79                          | 8 600−7 000р. до н.е.     | ?               | 23 000 (~7 кілопарсек) | ?         |
|            | Петля Лебедя, включно з туманністю Вуаль             | 6 000−3 000р. до н.е.     | 7               | 1 470                  | ?         |
|            | LMC N49                                              | ~3 000р. до н.е.          | ?               | 160 000                | ?         |
|            | G299.2-2.9                                           | ~2 500р. до н.е.          | ?               | 16,000                 | Ias       |
|            | Puppis A                                             | ~1 700р. до н.е.          | ?               | 7 000                  | ?         |
|            | G306.3-0.9                                           | ~400р. до н.е.            | ?               | 26 000                 | ?         |
|            | RCW 103                                              | 1ст. н.е.                 | ?               | 10 000                 | II        |
|            | SN 185                                               | 7 грудня 185р.            | ?               | 8 200                  | Ia        |
|            | EO102                                                | 1-ше тисячоліття          | ?               | 190 000                | ?         |
|            | W49B                                                 | бл. 1000р. н.е.           | ?               | 26 000                 | Ib або Ic |
|            | SN 1006                                              | 1 травня 1006 р.          | −7.5            | 7 200                  | Ia        |
|            | SN 1054 або M1 або Крабоподібна туманність           | 1054                      | −6              | 6 300                  | II        |
|            | G350.1-0.3                                           | бл. 1100 р.               | ?               | 15 000                 | ?         |
|            | SN 1181                                              | 1181 р.                   | −1              | більше 26 000          | ?         |
|            | RX J0852.0-4622 або залишок наднової Вітрил Молодший | бл. 1250 р.               | ?               | 700                    | ?         |
|            | SN 1572 або залишок наднової Тихо                    | 11 листопада 1572р.       | −4              | 7 500                  | Ia        |
|            | SN 1604 або або залишок наднової Кепплера            | 8 жовтня 1604р.           | −2.5            | 20,000                 | Ia        |
|            | Кассіопея А                                          | середина 17-го ст.        | 6               | 10 000                 | IIb       |
|            | G1.9+0.3                                             | бл. 1868                  | ?               | 25 000                 | Ia        |
|            | SN 1885A або S Андромеди                             | 20 серпня 1885р.          | 6               | 2 500 000              | ?         |
|            | SN 1987A                                             | 24 лютого 1987            | 3               | 168 000                | II-P      |